# Herpsilochmus
Genre
Herpsilochmus est un genre de passereaux de la famille des Thamnophilidés, originaires d'Amérique du Sud et du Panama.

## Liste des espèces
Selon la classification de référence du Congrès ornithologique international (version 6.4, 2016) :
- Herpsilochmus pileatus — Fourmilier velouté, Grisin à coiffe noire, Grisin à tête noire (Lichtenstein, MHK, 1823)
- Herpsilochmus sellowi — Grisin de la caatinga, Grisin de Sellow (Whitney, BM & Pacheco, 2000)
- Herpsilochmus atricapillus — Fourmilier à capuchon noir, Grisin mitré (Pelzeln, 1868)
- Herpsilochmus stotzi — Grisin d'Aripuana, Grisin de Stotz (Whitney, BM, Cohn-Haft, Bravo, Schunck & Silveira, 2013)
- Herpsilochmus praedictus — Grisin prédit, Grisin prévisible (Cohn-Haft & Bravo, 2013)
- Herpsilochmus motacilloides — Fourmilier à ventre clair, Grisin motacilloïde (Taczanowski, 1874)
- Herpsilochmus parkeri — Fourmilier des Andes, Grisin de Parker (Davis, TJ & O'Neill, 1986)
- Herpsilochmus sticturus — Fourmilier à queue tachetée, Grisin givré (Salvin, 1885)
- Herpsilochmus dugandi — Fourmilier de Dugand, Grisin de Dugand (Meyer de Schauensee, 1945)
- Herpsilochmus stictocephalus — Fourmilier de Cayenne, Grisin de Todd (Todd, 1927)
- Herpsilochmus dorsimaculatus — Fourmilier pointillé, Grisin strié (Pelzeln, 1868)
- Herpsilochmus roraimae — Fourmilier de Roraima, Grisin du Roraima (Hellmayr, 1903)
  - Herpsilochmus roraimae kathleenae (Phelps Jr & Dickerman, 1980)
  - Herpsilochmus roraimae roraimae (Hellmayr, 1903)
- Herpsilochmus pectoralis — Fourmilier unibande, Grisin à collier (Sclater, PL, 1857)
- Herpsilochmus longirostris — Fourmilier à bec large, Grisin à grand bec, Grisin longirostre, Grisin tacheté (Pelzeln, 1868)
- Herpsilochmus gentryi — Grisin ancien, Grisin de Gentry (Whitney, BM & Álvarez Alonso, 1998)
- Herpsilochmus axillaris — Fourmilier à poitrine jaune, Grisin à poitrine jaune (Tschudi, 1844)
  - Herpsilochmus axillaris senex (Bond & Meyer de Schauensee, 1940)
  - Herpsilochmus axillaris aequatorialis (Taczanowski & von Berlepsch, 1885)
  - Herpsilochmus axillaris puncticeps (Taczanowski, 1882)(
  - Herpsilochmus axillaris axillaris (Tschudi, 1844)
- Herpsilochmus rufimarginatus — Fourmilier à ailes rouges, Grisin à ailes rousses (Temminck, 1822)
  - Herpsilochmus rufimarginatus exiguus (Nelson, 1912)
  - Herpsilochmus rufimarginatus frater (Sclater, PL & Salvin, 1880)
  - Herpsilochmus rufimarginatus scapularis (zu Wied-Neuwied, 1831)
  - Herpsilochmus rufimarginatus rufimarginatus (Temminck, 1822)